# Poveștile bardului Beedle
Poveștile bardului Beedle este o carte de povești pentru copii, lansată în 2007, scrisă de către autoarea britanică J. K. Rowling. Cartea este presupusă a fi copia cărții fictive cu același nume din romanul Harry Potter și Talismanele Morții.
Cartea a fost produsă într-un număr limitat de doar șapte copii, fiecare dintre acestea scrisă de mână și ilustrată de J. K. Rowling. Una dintre acestea, cea decorată cu pietre moonstone, a fost dată spre licitație, inițial estimându-se că va fi vândută cu suma de £50.000 ($103.000), în cele din urmă fiind cumpărată cu £1,95 milioane ($3,98 milioane) de către Amazon, suma plătită devenind astfel cea mai mare achitată pentru un manuscris literal modern. Banii câștigați la licitație au fost donați campaniei caritabile The Children's Voice.

## Versiunea fictivă

Simbolul Talismanelor, găsit de către Hermione deasupra Poveștii celor trei frați.

Poveștile bardului Beedle este de asemenea menționată și în al șaptelea roman al serie Harry Potter, Talismanele Morții, unde îi este oferită prin testament Hermionei Granger de către Albus Dumbledore, în speranța că va găsi volumul „interesant și instructiv“. Cartea se presupune a fi o colecție cunoscută de povești pentru copii vrăjitori, astfel în timp ce Ron este familiar cu poveștile, Harry și Hermione nu au mai auzit de acestea, din moment ce aceștia au fost „crescuți de Încuiați“.
Ediția primită de către Hermione în capitolul șapte în testamentul lui Dumbledore este o copie din ediția originală de cărți fictive din roman. Este descrisă ca având un aspect foarte vechi, având „coperta pătată și cojită în unele locuri“. În roman este de asemenea menționat faptul că pe coperta cărții este scris titlul cu simboluri runice gravate.
Cartea are de asemenea și un rol important în firul epic principal al ultimului roman din seria Harry Potter. Deasupra Poveștii celor trei frați din cartea fictivă din roman, Hermione observă un simbol straniu, ce mai târziu este explicat de către Xenophilius Lovegood ca fiind simbolul Talismanelor. Acesta explică de asemenea fapătul că triunghiul din simbol reprezintă Pelerina Invizibilă, în timp ce cercul simbolizează Piatra Învierii, iar linia verticală Bagheta din Soc, acestea trei fiind Talismanele.

## Versiunea reală
La sfârșitul anului 2007, Rowling termina de scris cartea, ce conținea cinci povești diferite. Ea susține că acesta este ultimul volum aparținând seriei Harry Potter. Un total de doar șapte copii ale cărții au fost create, fiecare dintre acestea scrise de mână și ilustrate de însăși Rowling. Fiecare copie este învelită în piele și decorată cu argint și pietre semi-prețioase.  Aceste decorațiuni au fost realizate de către Hamilton & Inches Ltd, din Edinburgh, cunoscută ca fiind una dintre cele mai importante argintării din Europa. O copie a cărții, și anume ediția decorată cu pietre moonstone, a fost licitată de către compania de licitații Sotheby's pe data de 13 decembrie 2007, pentru a strânge bani pentru o fundație dedicată sprijinirii copiilor vunerabili din Europa. Inițial estimată la £50.000, în final cartea a fost cupărată cu suma de £1.950.000 de către Hazlitt Gooden and Fox, în numele sitului Amazon.com. Restul copiilor cărții au fost dăruite drept cadou.

## Sinopsis

### Prefața
În ediția ce a fost dată spre licitație la sfârșitul lui 2007, este inclusă și o prefață în care autoarea J. K. Rowling menționează celelalte șase copii ale acestei cărți, și faptul că au fost dăruite persoanelor care au fost cel mai strâns legate de seria Harry Potter în ultimii șaptesprezece ani. Rowling spune de asemenea despre această a șaptea copie a cărții că va fi scoasă spre licitație, urmând ca banii câștigați să fie folosiți pentru ajutorarea copiilor cu nevoi din Europa. În final Rowling mulțumește cumpărătorului acestei copii a cărții.

Câte o prefață este inclusă și în celelate șase copii ale cărții, dedicația scrisă de către Rowling fiind diferită în fiecare caz.

### Vrăjitorul și ceaunul săltareț
În engleză având titlul The Wizard and the Hopping Pot, aceasta este prima poveste din carte. Prima pagină a acestei povești este însoțită de o ilustrație reprezentând un ceaun sprijinindu-se pe un singur picior cu cinci degete.

Vrăjitorul și ceaunul săltareț

A fost odată un om bătrân și generos, ce își folosea ceaunul său magic pentru a face bine oamenilor, creând poțiuni și antidoturi pentru ei, când aceștia aveau nevoie. Însă acest om bătrân moare, lăsând tot ce are în posesia unicului său fiu. Din nefericire însă, fiul nu avea niciuna din calitățile tatălui. După moartea tatălui său, fiul găsește ceaunul și un singur pantof înăuntrul acestuia, însoțite de un bilet în care tatăl zice că speră ca fiul să nu aibă niciodată nevoie de el.
Supărat pe faptul că nu s-a ales cu nimic în afară de un ceaun, și nefiind interesat de magie, fiul își întoarce spatele orașului, nevrând să-și ajute vecinii. Prima care îi cere ajutor este o femeie bătrână a cărei nepoată s-a îmbolnăvit. Refuzând-o pe bătrână, ceaunului îi crește un picior și prinde boala de piele a nepoatei bătrânei. Urmeză un bătrân al cărui măgar lipsește și nu poate să se ducă la târg pentru a aduce mâncare familiei sale înfometate. Închizând ușa și acestuia, ceaunul începe să scoată sunete asemenea unui măgar înfometat. Incidente similare se întâmplă și în restul poveștii, până când fiul cedează și alege să-i cheme pe toți locuitorii orașului să-i ajute. Unul câte unul, necazurile oamenilor sunt rezolvate, iar ceaunul se golește, până când, fiind gol, apare pantoful, pe care fiul îl pune ceaunului, povestea sfârșindu-se cu cei doi mergând împreună spre asfințit.

### Fântâna norocului chior
În engleză denumită The Fountain of Fair Fortune, această a doua poveste prezintă o ilustrație a unei fântâni arteziene din care țâșnește apa, împrejurul ei aflându-se câteva steluțe. Sub text se mai află un desen, de această dată reprezentând un mic tufiș de trandafiri.
Sperând să-și găsescă rezolvările tuturor problemelor lor, oamenii, atât vrăjitori cât și Încuiați, veneau la acestă fântână. Aici se întâlnesc trei vrăjitoare, care încearcă să intre în grădina în care se află fântâna pentru a le fi rezolvate problemele. Prima dintre vrăjitoare este Asha, bolnavă de o boală pe care niciun Vindecător n-o putea vindeca. A doua vrăjitoare, Altheda, a fost jefuită și umilită de un alt vrăjitor, și speră că fântâna o va ajuta să iasă din problemele sale. Cea de-a treia vrăjitoare, numită Amata, caută alinare sufletească, deoarece alesul inimii sale a părăsit-o. Cele trei vrăjitoare decid să încerce împreună să ajungă la Fântână. În drumul lor li se alătură și un cavaler, acesta fiind invitat de către Amata, celelate două nefiind tocmai de acord cu acestă idee, din moment ce numai o persoană are voie să se scalde în apa Fântânii.
În cele din urmă, cei patru pornesc împreună spre Fântână, întâmpinând trei pericole. Primul dintre acestea este un mostru sub forma unei râme, care cere „dovada suferinței lor“. După mai multe încercări nereușite de a învinge monstrul cu magie, lacrimile de disperare ale Ashei reușesc să mulțumească creatura. Apoi cei patru se confruntă cu o pantă abruptă, care pentru a fi trecută cere plata cu „fructele trudei lor“. După ce trec și de acestă provocare, grupul se întâlnește cu un râu, care pentru a fi trecut cere plata cu „comoara din trecut“. Amta se gândește să-și folosescă bagheta pentru a-și extrage amintirile sale legate de iubitul ce a părăsit-o, astfel reușind să treacă.
Acum aflându-se foarte aprope de Fântână, cei patru trebuie să decidă cine se va scălda. Însă Asha se prăbușește datorită oboselii, și nu mai poate continua. Pentru a o salva, Altheda îi face o poțiune ce nu numai că o revigorează, dar o și vindecă de boala sa, astfel Asha nemaiavând nevoie de Fântână. Atheda, realizând faptul că abilitatea ei de a vindeca oamenii cu ajutorul poțiunilor ar putea să-i rezolve toate problemele financiare, renunță și ea la rândul ei la Fântână. Cea de-a treia vrăjitoare, după ce și-a vărsat amintirile despre alesul inimii sale în râu, acum realizează faptul că el era doar o persoană crudă și fără inimă, astfel renunțând și ea la apele Fântânii, oferindu-i acestă șansă cavalerului. Acesta, uimit de norocul său se scaldă cu tot cu armură în Fântână. Cavalerul cade în genunchi în fața Amatei și o imploră să-i dăruiască „mâna și inima sa“, în final fiecare obținând ceea ce și-a dorit.

### Inima păroasă a vrăjitorului
Având titlul original The Warlock's Hairy Heart, această a treia poveste, singura ce nu este menționată în Talismanele Morții, are pe prima sa pagină desenată o inimă din care picură mici picături de sânge, și este acoperită de păr. În josul paginii se află un alt desen, de această dată reprezentând o cheie aflată într-o baltă de sânge.

Inima păroasă a vrăjitorului

Un tânăr, bogat și chipeș vrăjitor, rușinat de slăbiciunea prietenilor săi în fața dragostei, jură să nu se lase niciodată condus de acest sentiment, și folosește Magia Neagră pentru preveni acest lucru. Deși familia sa crede că fata potrivită îl va face să-și schimbe gândul, timpul trece, frații vrăjitorului își întemeiază fiecare câte o familie, iar indiferența sa crește. După moartea părinților săi, vrăjitorul nu simte compasiune pentru aceștia, dar în schimb se consideră binecuvântat de moartea lor, simțindu-se bine în casa răposaților săi părinți. Însă, auzind doi dintre servitori vorbind despre el, unul compătimindu-l, iar celălalt luându-l în derâdere pentru faptul că nu are o soție, vrăjitorul se hotărăște să-și găsescă o soție frumoasă, talentată și bogată, pentru a fi invidiat de toată lumea.
Spre norocul lui, o asemenea femeie apare în calea sa chiar a doua zi. Vrăjitorul încearcă să o cucerească, convingând pe toată lumea că este un om schimbat. Însă tânara este în același timp fascinată și repulsată de acesta, ea încă simțind răceala dinăuntrul vrăjitorului, dar acceptă să îl acompanieze în timpul cinei la castel. În cele din urmă ea îl confruntă și-i zice că și-ar petrece restul vieții cu el, dacă ar ști că vrăjitorul avea o inimă. Acesta, zâmbind, o conduce spre subsol, unde îi arată o cutie de cristal, în care se afla inima sa, încă bătând, dar pe care crescuse părul. Îngrozită de ceea ce vede, tânăra vrăjitoare îl imploră să-și pună inima înapoi. După ce face acest lucru, tânăra se bucură și-l îmbrățișează, crezând că vrăjitorul ar putea simți iarăși iubirea. Însă fiind desprinsă de corpul său de atâta vreme, inima este străpunsă de puritatea tinerei.
Între timp, ceilați invitați la cină încep să-și caute gazda, găsindu-l în subsol, lângă corpul tinerei. Pieptul acesteia fusese despicat în două, iar vrăjitorul îmbrățișând și lingând inima strălucitoare a tinerei, plănuiește să și-o schimbe cu a lui. Însă inima sa păroasă este puternică și refuză să iasă din corp. Vrăjitorul jurând să nu fie dominat de inima sa își scoate inima cu ajutorul unui pumnal, rămânând victorios cu o inimă în fiecare mână, după care moare și cade lângă tânăra vrăjitoare.

### Iepurașul Pufi și buturuga fermecată
În engleză Babbitty Rabbitty and her Cackling Stump, aceasta este penultima poveste din colecție. Ilustrația ce însoțește această poveste reprezintă o buturugă tăiată, având douăzeci de inele, iar din partea de jos a buturugii se pot vedea doi ochi într-o scorbură întunecată. Sub text este desenată o mică urmă de labă cu patru degete.
Acestă poveste vorbește despre un rege ce vrea să țină toată magia pentru el. Însă el se confrunta cu două probleme: trebuia să prindă toți ceilalți vrăjitori din regat și nici nu se pricepea la magie. Astfel el formeză o brigadă de vânători de vrăjitori, și în același timp anunță și faptul că are nevoie de un instructor în ale magiei. Temători, vrăjitorii și vrăjitoarele se ascund în loc să vină în ajutorul său, dar un anume șarlatan (lipsit și el de puteri magice) primește slujba cu ajutorul unor trucuri simple.
Reușind să se instaleze la curtea regelui, șarlatanul începe să facă cereri de bani și bijuterii sub pretextul că sunt necesare pentru a face magie. Ceea ce nu realizează el este că spălătoreasa regelui, Pufi, îl urmărește în tot acest timp, și vede de asemenea cum șarlatanul rupe două crenguțe dintr-un copac, pentru a-i zice regelui că sunt baghete. El îi zice de asemenea regelui că bagheta sa nu va funcționa până când acesta nu va fi vrednic. În fiecare zi cei doi exersau, însă evident fără niciun rezultat. Într-o zi, ei observă totuși cum Pufi se amuza la încercările nereușite ale regelui, care, înfuriat, cere ca a doua zi să făcă o demonstrție de magie în fața supușilor, spunând că dacă cineva va râde, șarlatanul va fi decapitat. Auzind acestea, șarlatanul se duce la casa spălătoresei Pufi. Uitându-se prin fereastră el o vede pe acesta făcând magie, așa că se hotărăște să-i ceră ajutorul, sau altfel o va denunța Brigăzii. Șarlatanul îi propune ca în timp ce regele încearcă să facă vrăji, ea să se ascundă într-un tufiș și să facă vrăjile pentru acesta, iar vrăjitoarea este de acord.
A doua zi totul merge bine, Pufi făcând vrăjile în locul regelui, fără ca nimeni să observe. În timp ce regele se pregătea să facă cea de-a treia vrajă, căpitanul Brigăzii vine cu un dulău mort, și-i cere regelui să-l învie. Pufi, fiind conștientă de faptul că nici magia nu poate învia morții, nu mai încercă sa-l ajute pe rege, iar mulțimea începe să râdă, crezând că celelalte două vrăji au fost trucuri. Furios, regele vrea să știe de ce vraja nu a mers, iar șarlatanul arată spre locul în care se ascundea Pufi, strigând că ea blocat vrăjile regelui. Vrăjitoarea iese din tufiș și fuge, iar când vede că dulăii Brigăzii au fost trimiși după ea, dispare lăsându-i pe câini să latre. Disperat, șarlatanul strigă că Pufi s-a transformat într-un măr pădureț. Temându-se de faptul că vrăjitoarea s-ar putea întoarce și să-l dea în vileag, el cere ca copacul să fie tăiat.
În timp ce mulțimea striga și se bucura, un pârâit se aude dinspre buturuga ce a mai rămas din copac. Pufi strigă că vrăjitorii nu pot fi omorâți tăindu-i în două, și ca să o dovedească le-a zis oamenilor să facă acest lucru cu șarlatanul. Atunci acesta cade în genunchi și mărturisește, după care este trimis în temniță. Buturuga pârâie iarăși, și-i spune regelui că acțiunile sale au adus un blestem asupra regatului, iar de fiecare dată când un vrăjitor va fi rănit, regele va simți și el durerea lui. La acestea, regele cade în genunchi și promite că va proteja toți vrăjitorii și vrăjitoarele din regat. Trunchiul mai pârâie o ultimă oară, de această dată cerând o statuie a vrăjitoarei Pufi să fie construită în locul copacului, pentru a îi aminti regelui de propia sa greșeală. Regele promite iarăși, spunând că va construi o statuie din aur, după care pleacă înapoi la curtea sa. Atunci, dintr-o scorbură a buturugii se vede un iepure bătrân, ținând o baghetă între dinți, ieșind afară și părăsind regatul.

### Povestea celor trei frați
Acestă ultimă poveste, în engleză având numele The Tale of the Three Brothers, este singura dintre cele cinci ce poate fi găsită în întregime și în romanul Harry Potter și Talismanele Morții, în capitolul XXI. Acestă poveste este însoțită de două ilustrații pe prima sa pagină: prima, ce se află în partea de sus a paginii reprezintă trei cranii, cel din mijloc având semnul Talismanelor desenat pe frunte. În josul paginii este o ilustrație a celor trei Talismane.

Prima ilustrație din Povestea celor trei frați.

Trei frați, călătorind împreună, ajung la un râu pe care nu-l puteau trece. Însă, ei fiind iscusiți în arta magiei, reușesc să creeze un pod peste râu. La jumătatea podului, cei trei sunt întâmpinați de Moarte, care deși era invidioasă pe faptul că i-au scăpat trei suflete, se arată bucuroasă și zice că le va îndeplini fiecăruia câte o dorință, pentru că au reușit să treacă râul. Cel mare dintre frați cere cea mai puternică baghetă, iar fratele mijlociu cere abilitatea de a învia morții. Mezinul fiind modest dar și înțelept, își dă seama de intențiile Morții și cere un obiect care să-i permită să plece fără a fi văzut. Moartea îi oferă acestuia o pelerină ce-l făcea invizibil. Bucuroși de reușita lor, cei trei pornesc fiecare pe propriul drum.
Cel mare, lăudându-se cu noua sa baghetă, este omorât în timpul nopții, iar bagheta îi este furată, astfel Moartea reușind să-l ia cu ea. Fratele mijlociu folosește piatra pentru a învia femeia pe care o iubise, însă aceasta nu era fericită, deoarece locul ei nu era printre cei vii. Așadar, pentru a putea fi împreună cu ea, fratele mijlociu își curmă singur viața, alăturându-se și el Morții. Mezinul însă nu a putut fi niciodată găsit de către Moarte, acesta rămânând ascuns sub pelerina sa, până când se horărăște că a îmbătrânit destul. Așadar, simțindu-se împlinit la bătrânețe, fratele cel mic lasă pelerina fiului său, întâmpinând Moartea ca pe un vechi prieten...